# Semudobia
Semudobia is een muggengeslacht uit de familie van de galmuggen (Cecidomyiidae).

## Soorten
- S. betulae

Gewone berkenzaadgalmug (Winnertz, 1853)
- S. brevipalpis Roskam, 1977
- S. skuhravae

Berkenzaadschubgalmug Roskam, 1977
- S. steenisi Roskam, 1977
- S. tarda

Late berkenzaadgalmug Roskam, 1977